# Rakuten Kitazawa
Rakuten Kitazawa (北澤楽天?; Ōmiya-ku, 20 luglio 1876 – 25 agosto 1955) è stato un fumettista e pittore giapponese, è considerato uno dei pionieri del manga giapponese e il primo artista a utilizzare il termine "manga" nel suo senso moderno. La sua influenza sulla cultura del fumetto giapponese è stata enorme, e il suo lavoro ha contribuito a plasmare il manga come lo conosciamo oggi.

## Biografia

### La vita e la formazione
Kitazawa nacque nel 1876 nella prefettura di Saitama, in Giappone. Studiò pittura in stile occidentale sotto Ōno Yukihiko e pittura tradizionale giapponese (nihonga) sotto Inoue Shunzui. La sua formazione artistica gli permise di sviluppare uno stile unico, che combinava elementi della tradizione giapponese con influenze occidentali.
Nel 1895 iniziò a lavorare per la rivista Box of Curios, un periodico in lingua inglese, dove affinò le sue capacità di illustratore sotto la guida di Frank Arthur Nankivell, un artista australiano che in seguito divenne famoso negli Stati Uniti. Questo periodo fu cruciale per Kitazawa, poiché gli permise di entrare in contatto con il mondo del fumetto occidentale.

### L'inizio della carriera nel fumetto
Nel 1899 Kitazawa si unì al quotidiano Jiji Shimpo, fondato da Yukichi Fukuzawa, uno dei più importanti intellettuali giapponesi dell'epoca. Qui, nel 1902, iniziò a pubblicare Jiji Manga, una pagina di fumetti ispirata ai comic strip americani come Katzenjammer Kids e Yellow Kid. Questo segna l'inizio dell'uso moderno del termine "manga" per indicare i fumetti giapponesi.
Nel 1905 fondò Tokyo Puck, una rivista satirica a colori che ebbe grande successo non solo in Giappone, ma anche in Cina, Corea e Taiwan. La rivista era ispirata alla pubblicazione americana Puck e rappresentava una fusione tra satira politica e umorismo visivo.

### Influenza e riconoscimenti
Kitazawa fu un innovatore nel campo del fumetto giapponese. Il suo lavoro influenzò generazioni di artisti, tra cui Osamu Tezuka, il creatore di Astro Boy e considerato il padre del manga moderno. Inoltre, fu il mentore di Hekoten Shimokawa, autore del primo cartone animato giapponese.
Nel 1929, su raccomandazione dell'ambasciatore francese, Kitazawa tenne una mostra privata a Parigi e fu insignito della Legion d'Onore, un prestigioso riconoscimento francese. Questo dimostra quanto il suo lavoro fosse apprezzato anche al di fuori del Giappone.

### Ultimi anni e eredità
Durante la Seconda Guerra Mondiale, Kitazawa fu presidente della Nihon Manga Hōkō Kai, un'associazione di fumettisti organizzata dal governo per sostenere lo sforzo bellico. Dopo la guerra, si ritirò nella sua casa a Ōmiya, che nel 1966 divenne il Saitama Municipal Cartoon Art Museum, il primo museo pubblico dedicato ai fumetti in Giappone.
Kitazawa lasciò un'eredità duratura nel mondo del manga. Il suo lavoro non solo influenzò gli artisti che lo seguirono, ma contribuì a definire il fumetto giapponese come un mezzo artistico e narrativo unico. Ancora oggi, il suo impatto sulla cultura manga è riconosciuto e celebrato.